# James C. Milliman

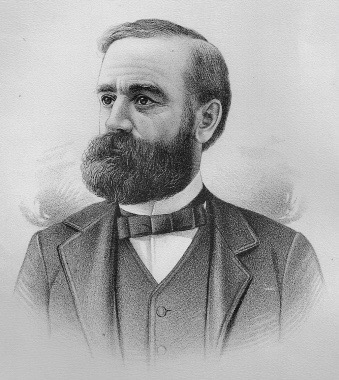
James C. Milliman

James Cutler Milliman (* 28. Januar 1847 im Saratoga County, New York; † 21. Januar 1933 in Santa Monica, Kalifornien) war ein US-amerikanischer Politiker. Zwischen 1898 und 1902 war er Vizegouverneur des Bundesstaates Iowa.

## Werdegang
James Milliman wuchs in einer armen Umgebung auf. Er verdiente sich seinen Lebensunterhalt durch Aushilfsarbeiten. Seit 1856 lebte er in Iowa im Tal des Missouri River. Während des Bürgerkrieges diente er bis 1864 im Heer der Union. Dann wurde er verwundet und war für den Militärdienst nicht mehr verwendbar. Später wurde er Mitglied der Veteranenvereinigung Grand Army of the Republic. In den Jahren 1893 und 1894 war er deren stellvertretender Leiter (Senior Vice-Commander) in Iowa. Nach dem Bürgerkrieg absolvierte er die Iowa State University. Acht Jahre lang war er bei der Bezirksverwaltung des Harrison County als Recorder angestellt. Im Jahr 1876 war er einer der Gründer der Harrison County Bank. Hauptberuflich war er im Kredit- und Immobiliengeschäft tätig.
Politisch schloss sich Milliman der Republikanischen Partei an. Im Jahr 1894 wurde er Abgeordneter im Repräsentantenhaus von Iowa. 1896 wurde er an der Seite von L. M. Shaw zum Vizegouverneur von Iowa gewählt. Dieses Amt bekleidete er nach einer Wiederwahl zwischen 1898 und 1902. Dabei war er Stellvertreter des Gouverneurs und Vorsitzender des Staatssenats. Milliman gehörte auch der Kommission des Staates Iowa für die Louisiana Purchase Exposition an. Später wurde er Bürgermeister der Stadt Logan. Er starb am 21. Januar 1933 in Santa Monica und wurde in Logan beigesetzt.